# Jan Kudyk
Jan Kudyk (ur. 10 maja 1942, zm. 13 marca 2015) – krakowski muzyk jazzowy, trębacz, współzałożyciel i lider zespołu Jazz Band Ball Orchestra w Krakowie (najstarszego w Polsce zespołu, grającego tradycyjną odmianę jazzu). Z wykształcenia geograf. Ojciec Tomasza Kudyka, również trębacza jazzowego.

## Życiorys
Jan Kudyk był absolwentem II Liceum Ogólnokształcącego im. Króla Jana III Sobieskiego w Krakowie i Uniwersytetu Jagiellońskiego oraz ówczesnej Państwowej Wyższej Szkoły Muzycznej.
Kształcił się też w krakowskiej Państwowej Wyższej Szkole Muzycznej (dzisiejsza Akademia Muzyczna), którą ukończył w klasie trąbki z wynikiem bardzo dobrym 27 maja 1972 r., uzyskując tytuł magistra sztuki. Studia te odbył w klasie słynnego pedagoga, trębacza Ludwika Lutaka. Jan Kudyk jest również autorem „Wariacji na tematy bluesowe” (zbioru etiud na trąbkę solo, który został wydany przez PWM). Publikacja ta ukazała się w ramach jego pracy dyplomowej. W polskiej literaturze trąbkowej są dwie pozycje o tematyce jazzowej które zostały opublikowane przez PWM w/m zbiór Wariacji bluesowych oraz 10 Etiud jazzowych autorstwa Tomasza Stańki, który również był absolwentem w klasie trąbki Ludwika Lutaka. Bezpośrednio po ukończeniu studiów Jan Kudyk dostał propozycję zostania na uczelni w roli asystenta w klasie trąbki docenta Lutaka. Jednak pasja do muzyki jazzowej i ugruntowana już pozycja zespołu Jazz Band Ball zadecydowała o tym, że nie przyjął tej propozycji. I właśnie nie geografia, tylko muzyka – a ściślej jazz tradycyjny – była prawdziwą pasją jego życia.
To m.in. z powodu zamiłowania do jazzu odrzucił również ofertę pracy w Radiowej Orkiestrze Symfonicznej. Zamiast tego, spośród studentów szkoły muzycznej wraz z Janem Bobą, zrekrutował w listopadzie 1962 roku pierwszy skład Jazz Band Ball Orchestra. Inspiracją dla nazwy grupy był dla Jana Kudyka i kolegów utwór amerykańskiego kornecisty i trębacza Nicka LaRocci „At The Jazz Band Ball” z 1917 roku – jednego z klasyków gatunku.
Na początku swojej drogi muzycznej fascynował się grą genialnego białego kornecisty Bixa Beiderbecke’a. Próbował go kopiować i grać w podobny sposób. W 1965 r. wraz z kolegami z JBBO uczestniczył w praskiej „Lucernie” w koncercie Louisa Armstronga, który był dla niego tym przysłowiowym mistrzem i wzorem do naśladowania. Ten koncert wywarł na nim ogromne wrażenie, wspominał później w wywiadach, że był to moment w którym Louis zaczarował go na całe życie.
Już podczas swojego pierwszego oficjalnego występu – w konkursie Amatorskich Zespołów Jazzowych Polski Południowej w 1962 roku – JBBO zajął pierwsze miejsce i zdobył nagrodę ówczesnego Ministra Kultury i Sztuki. Sukces – tym razem na Studenckim Festiwalu Jazzowym Jazz nad Odrą we Wrocławiu – grupa Jana Kudyka powtórzyła rok później, zgarniając nagrodę główną.
Te sukcesy sprawiły, że JBBO był regularnie zapraszany na coraz większe i coraz bardziej prestiżowe imprezy jazzowe – od warszawskiego Jazz Jamboree i Old Jazz Meeting, przez North Sea Jazz Festival w holenderskiej Hadze i Dixieland Meeting w Oberhausen w RFN, po największą na świecie imprezę poświęconą jazzowi tradycyjnemu – Sacramento Music Festival w USA. Na tym ostatnim muzycy pod wodzą Jana Kudyka wystąpili blisko 20 razy. Nagrali blisko 40 płyt występując z całą plejada wybitnych artystów polskich, jak i zagranicznych. Zespół Jana Kudyka wpisał się trwale w historii polskiego jazzu jako jeden z tych najbardziej konsekwentnie oddanych jazzowej tradycji i hołdujący jego najwybitniejszym przedstawicielom takim jak: Duke Ellington, Count Basie czy Louis Armstrong. W późniejszym okresie życia Jan Kudyk swoje zainteresowania pozamuzyczne kieruje w stronę naturo-terapii, a konkretnie bioenergoterapii. 19 grudnia 1997 r. po złożeniu stosownych egzaminów uzyskuje tytuł Mistrza w Rzemiośle Bioenergoterapia.
W 2014 r. z przyczyn osobistych, podyktowanych problemami ze zdrowiem po 52 latach rozstaje się ze swoim zespołem Jazz Band Ball Orchestra.
1 czerwca 2014 r. występuje w Częstochowie wraz ze swoim synem Tomaszem na Festiwalu „Hot Jazz Spring” gdzie zostaje laureatem Honorowego Swingującego Kruka, przyznawanego za całokształt twórczości.
Podczas 59. edycji Krakowskich Zaduszek Jazzowych 7 listopada 2014 roku zostaje zorganizowany benefis Jana Kudyka, na którym występuje wspólnie z Janem Bobą oraz swoim synem Tomaszem Kudykiem i jego kwintetem New Bone. Był to jego ostatni występ publiczny. Ten koncert miał również wymiar symboliczny, ponieważ odbył się w klubie studenckim „Pod Jaszczurami”, gdzie Jan Kudyk wraz z JBBO zbierał laury w latach jego świetności.

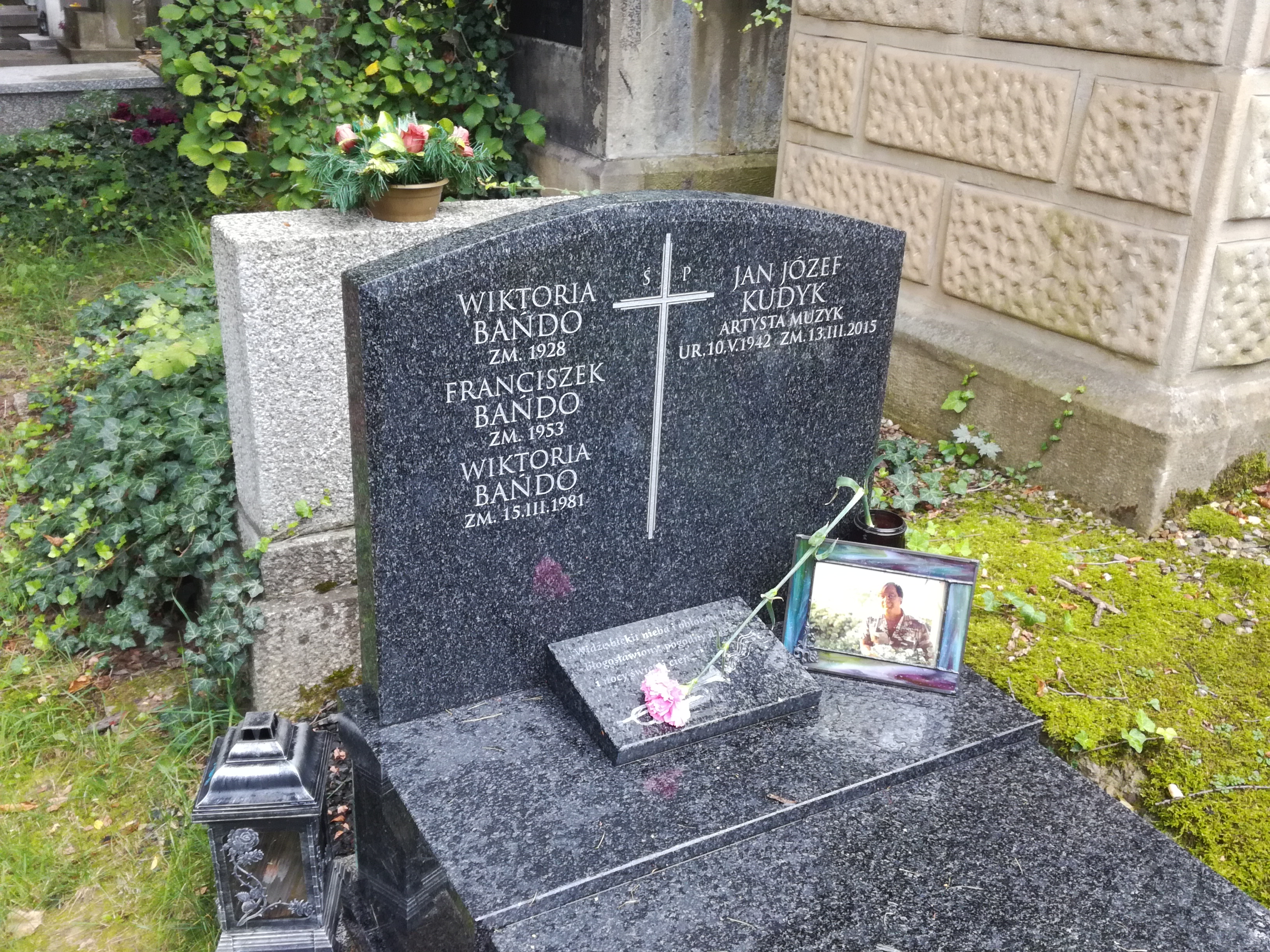
Grób Jana Kudyka na cmentarzu Rakowickim

Zmarł nagle, 13 marca 2015 r. w Krakowie w swoim ukochanym domu. Spoczął na cmentarzu Rakowickim, gdzie żegnały go tłumy fanów i przyjaciół (kwatera IVa-wsch.). Jan Kudyk był bez wątpienia filarem polskiego jazzu tradycyjnego, jednym z jego „Ojców”, przez ponad 50 lat swojej aktywności na scenie dał się poznać jako wspaniały trębacz, lider i frontman. Był artystą skromnym, nie miał ambicji gwiazdorskich, jego całym życiem była gra na trąbce i zespół Jazz Band Ball Orchestra. Swoją miłość do trąbki i jazzu przekazał młodszemu synowi Tomaszowi, który jest również trębaczem i liderem utytułowanego już kwintetu jazzowego „New Bone”.